# Walter Theilacker
Walter Theilacker (* 25. Februar 1903 in Schnaitheim; † 11. September 1968) war ein deutscher Chemiker und als Professor für Organische Chemie von 1957 bis 1958 Rektor der Technischen Hochschule Hannover.

## Leben
Walter Theilacker war Assistent an der Universität Tübingen und promovierte dort 1927. Während seines Studiums wurde er Mitglied der AMV Stochdorphia Tübingen. 1934 wurde er Privatdozent für Chemie in Tübingen, 1940 außerplanmäßiger Professor, 1944 außerordentlicher Professor.
Theilacker wurde am 1. Mai 1937 Mitglied der NSDAP, in die SA war er schon 1934 eingetreten.
Zwischen 1948 und 1968 war er Inhaber des Lehrstuhls für Organische Chemie und Direktor des gleichnamigen Instituts an der TH Hannover. Von 1957 bis 1958 führte er die Hochschule als Rektor. Seine Forschung in dieser Zeit galt Studien zur Atropisomerie. Er beschrieb wichtige Grundlagen der dynamischen Stereochemie. 1968 erhielt Theilacker einen Ruf an die Universität Köln, um dort die Nachfolge des verstorbenen Nobelpreisträgers Kurt Alder anzutreten. Bevor er diesen Ruf jedoch annehmen konnte, verstarb er am 11. September 1968.

## Schriften (Auswahl)
- Über die Konfiguration der Kamferchinonoxime, Dissertation Universität Tübingen, 1929
- mit Jakob Meisenheimer: Stereochemie des Stickstoffs, 1933
- Zur Verwendung von Stärkelösung in der Jodometrie, in: Fresenius’ Journal of Analytical Chemistry, Volume 132, Number 5 / September 1951, Springer Berlin / Heidelberg, S. 356, ISSN 0937-0633